# 沉管式隧道
沉管式隧道是一种建造隧道的方法。這種方法只適用於建造海底隧道或水底隧道。

## 建造程序
1. 用挖泥船挖掘海床
2. 用拖船將沉管式隧道組件拖到預定位置
3. 沉降在地基上
4. 用鎖緊物料鞏固組件
5. 在沉管式隧道組件周圍回填物料
6. 放置保護石層保護組件
7. 修復海床，抽走隧道積水

註：建造水底隧道無需修復海床

## 優點
- 抗震能力較鑽挖式隧道出色
- 不影響居民
- 可以不須填海而建造海港內的一段隧道

## 缺點
- 挖掘海床時或會揚起沉積的污染物，影響水質，令生物死亡

## 例子

### 已經完成的工程
- 巴黎地鐵4號線塞納河河底隧道
- 香港海底隧道（又名紅磡海底隧道）
- 港鐵荃灣綫海底隧道
- 港鐵東鐵線海底隧道
- 西區海底隧道
- 西區沉管隧道
- 東區海底隧道
- 高雄港過港隧道
- 珠江隧道
- 港珠澳大橋，是世界上最長 [1]，深度第三深

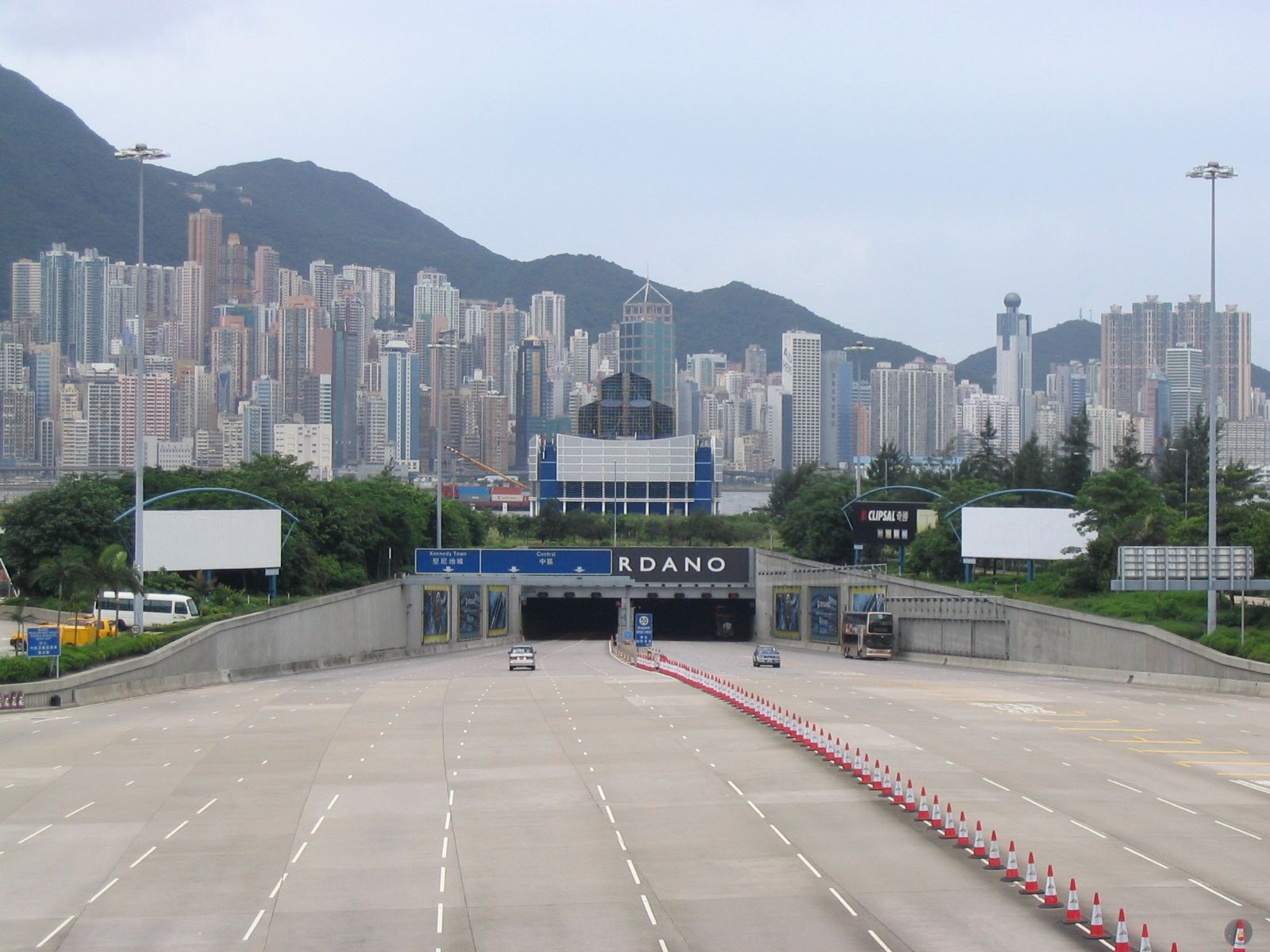
西區海底隧道

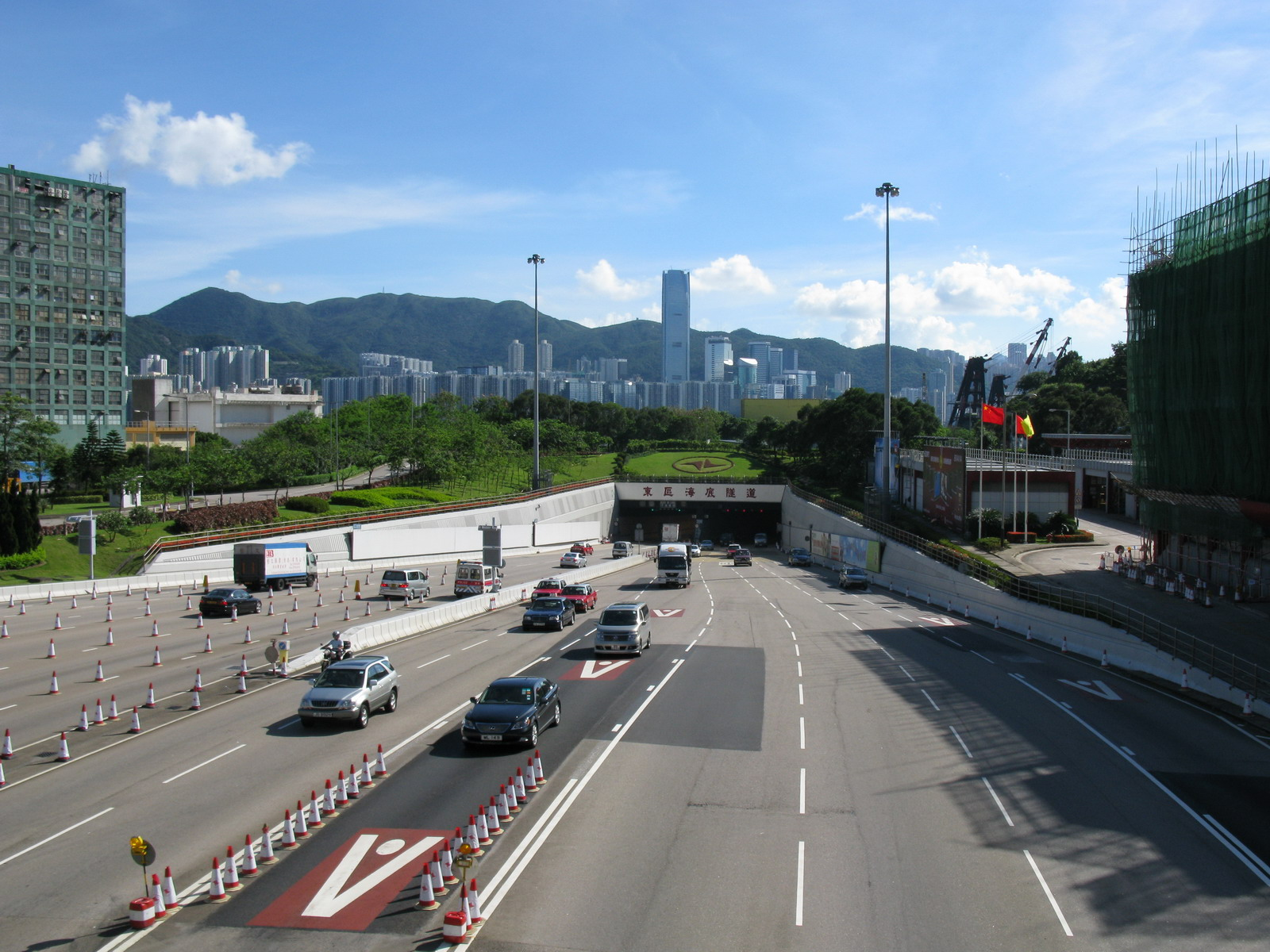
東區海底隧道

- 巨加跨海大橋，是世界上第2長，深度第二深。
- 馬爾馬拉隧道，世界最深的沉管隧道。